# Locomotive de Coalbrookdale
 (août 2022).
Si vous disposez d'ouvrages ou d'articles de référence ou si vous connaissez des sites web de qualité traitant du thème abordé ici, merci de compléter l'article en donnant les références utiles à sa vérifiabilité et en les liant à la section « Notes et références ».
La locomotive de Coalbrookdale est une locomotive à vapeur mise en service en 1802.